# 다가촌 (시가현)
다가촌(多賀村)은 시가현 이누카미군에 설치되었던 촌이다. 현재의 다가정에 해당한다.